# Дреготешть (комуна, Горж)
Дреготешть, Дреготешті (рум. Drăgotești) — комуна у повіті Горж в Румунії. До складу комуни входять такі села (дані про населення за 2002 рік):
- Дреготешть (1274 особи)
- Коробей (868 осіб)
- Трестіоара (571 особа)

Комуна розташована на відстані 237 км на захід від Бухареста, 25 км на південний захід від Тиргу-Жіу, 76 км на північний захід від Крайови.

## Населення
За даними перепису населення 2002 року у комуні проживали 2713 осіб, усі — румуни. Усі жителі комуни рідною мовою назвали румунську.
Склад населення комуни за віросповіданням:
| Релігія       | Кількість осіб | Відсоток |
| ------------- | -------------- | -------- |
| православні   | 2698           | 99,4%    |
| бретрени      | 11             | 0,4%     |
| п'ятдесятники | 2              | 0,1%     |
| лютерани      | 2              | 0,1%     |

## Зовнішні посилання
- Дані про комуну Дреготешть на сайті Ghidul Primăriilor [Архівовано 4 липня 2009 у Wayback Machine.]